# 莫滕·约恩森
莫滕·约恩森（丹麥語：Morten Jørgensen，1985年6月23日—），丹麦男子赛艇运动员。他曾代表丹麦参加2008年、2012年和2016年夏季奥林匹克运动会赛艇比赛，获得一枚金牌、一枚银牌和一枚铜牌。